# Jon Hall (rugby à XV)
Pour les articles homonymes, voir Jon Hall et Hall.
Pas d'image ? Cliquez ici

a Compétitions nationales et continentales officielles uniquement.

b Matchs officiels uniquement.
Jonathan Peter Hall, né le 15 mars 1962 à Bath en Angleterre, est un joueur de rugby à XV, qui a joué avec l'équipe d'Angleterre, évoluant au poste de troisième ligne aile. 

## Palmarès
John Hall compte 21 sélections avec l'équipe d'Angleterre, dont vingt en tant que titulaire, entre 4 février 1984, à l’occasion d’un match contre l'équipe d'Écosse, et le 5 février 1994 contre l'Écosse. Il inscrit deux essais, pour un total de quatre points.
Il participe à cinq éditions du Tournoi des Cinq Nations, en 1984, 1985, 1986, 1987, 1994. Il dispute quatorze rencontres.
Il porte à une reprise le maillot des Barbarians, en mars 1994 contre East Midlands.